# STARDOM Cinderella tournament
CINDERELLA TOURNAMENT（シンデレラ・トーナメント）は、スターダム主催により開催されている、女子プロレスのトーナメント。2015年に第1回を開催。2020年までは後楽園ホールでのワンデートーナメントであった。

## ルール・概要
1回戦が10分1本勝負、2回戦と準々決勝は15分1本勝負、準決勝は20分1本勝負、決勝は無制限1本勝負で、準決勝まではオーバー・ザ・トップロープでの場外転落は失格、あらゆる引き分けは両者失格という特別ルールが採用されており、1試合を除いて全ての試合が引き分けだった場合は1回戦のみで優勝が決定するケースもあり得る。
優勝者にはシンデレラドレスが贈呈され、王座への挑戦等の権利を主張し行使する事が可能。また、2015年大会では優勝者に同年5月23日にアレナ・メヒコで開催された闘龍門メヒコの「DRAGOMANIA10」への出場権が与えられた。
2024年大会では、初めてタイトルホルダーらがほぼ出場しない大会となったが、このことに関して、岡田太郎ブシロードファイト社長は「近年はかなり多くの選手が参戦していましたが、本来のシンデレラトーナメントは『一夜にしてそのチャンスをつかみ、シンデレラに駆け上がる』という意味合いを強く持っていると思います。今回、その意味合いをもう一度見つめ直して人選をしました」とした。

## 歴代優勝者
| 年   | 優勝者           | 準優勝者           | その他出場者 | 開催日程、会場 |
| ---- | ---------------- | ------------------ | --- | --- |
| 2015 | 岩谷麻優         | コグマ             | 紫雷イオ、宝城カイリ、木村響子、加藤悠、クリス・ウルフ、サンダー・ロサ、米山香織、初日の出仮面、チェルシー、スター・ファイヤー、はづき蓮王、渡辺桃（14名） | 4月23日・後楽園ホール |
| 2016 | 岩谷麻優         | 松本浩代           | 紫雷イオ、宝城カイリ、渡辺桃、ジャングル叫女、美邑弘海、花月、安納サオリ、木村響子、アルファ・フィーメル、サンタナ・ギャレット、クイーン・マヤ 、ディアサ・アテネア、リジー・スタイルズ、アレックス・リー（16名） | 4月29日・後楽園ホール |
| 2017 | トニー・ストーム | 岩谷麻優           | 紫雷イオ、宝城カイリ、HZK、ジャングル叫女、花月、小波、木村花、クリス・ウルフ、テッサ・ブランチャード、ジェシカ・ハヴォック、ロサ・ネグラ、エッサ（14名） | 4月30日・後楽園ホール |
| 2018 | 渡辺桃           | ビー・プレストリー | 紫雷イオ、岩谷麻優、HZK、ジャングル叫女、美邑弘海、花月、小波、木村花、鹿島沙希、中野たむ、夏すみれ、キャンディ・フロス、ザ・セッション・モス・マルティナ、ブランディ・ローデス、シャーダネー （16名） | 4月30日・後楽園ホール |
| 2019 | 星輝ありさ       | 小波               | 岩谷麻優、葉月、ジャングル叫女、花月、木村花、渡辺桃、AZM、鹿島沙希、中野たむ、夏すみれ、ビー・プレストリー、スターライト・キッド、レベル・ケル、アンドラス宮城（16名） | 4月29日・後楽園ホール |
| 2020 | ジュリア         | 刀羅ナツコ         | 岩谷麻優、ジャングル叫女、小波、木村花、渡辺桃、AZM、鹿島沙希、中野たむ、スターライト・キッド、林下詩美、上谷沙弥、朱里、舞華、ジェイミー・ヘイター（16名） | 3月24日・後楽園ホール |
| 2021 | 上谷沙弥         | 舞華               | 岩谷麻優、スターライト・キッド、羽南、林下詩美、渡辺桃、AZM、ジュリア、朱里、ひめか、なつぽい、刀羅ナツコ、小波、琉悪夏、吏南、フキゲンです★、中野たむ、白川未奈、ウナギ・サヤカ（20名） | 1回戦:4月10日・後楽園ホール 2回戦～決勝:4月30日・後楽園ホール 2回戦～準々決勝:5月14日・後楽園ホール 準決勝～決勝:5月29日・大田区総合体育館 準決勝～決勝:6月12日・大田区総合体育館 |
| 2022 | MIRAI            | コグマ             | 岩谷麻優、飯田沙耶、葉月、羽南、向後桃、鹿島沙希、渡辺桃、スターライト・キッド、フキゲンです★、琉悪夏、吏南、ジュリア、舞華、ひめか、なつぽい、テクラ、桜井まい、林下詩美、上谷沙弥、AZM、妃南、レディ・C、天咲光由、中野たむ、ウナギ・サヤカ、白川未奈、月山和香、朱里、壮麗亜美（31名）                                                                                              | 1回戦:4月3日・立川ステージガーデン 2回戦:4月10日・大阪府立体育会館第二競技場 2回戦&準々決勝:4月17日・後楽園ホール 準決勝&決勝:4月29日・大田区総合体育館                           |
| 2023 | MIRAI            | 桜井まい           | 岩谷麻優、コグマ、葉月、飯田沙耶、羽南、向後桃、刀羅ナツコ、鹿島沙希、渡辺桃、スターライト・キッド、琉悪夏、吏南、ジュリア、舞華、ひめか、テクラ、林下詩美、AZM、上谷沙弥、妃南、レディ・C、天咲光由、中野たむ、なつぽい、月山和香、白川未奈、マライア・メイ、ジーナ、朱里、壮麗亜美、高橋奈七永（フリー）、水森由菜（フリー）、梅咲遥（ディアナ）、稲葉ともか（JUST TAP OUT）（36名） | 1回戦:3月26日・横浜武道館 2回戦&3回戦:4月1日・ライトキューブ宇都宮 準々決勝:4月2日・後楽園ホール 準決勝&決勝:4月15日・国立代々木競技場第二体育館                                  |
| 2024 | 羽南             | 壮麗亜美           | （1回戦出場選手）飯田沙耶、コグマ、向後桃、弓月、レディ・C、天咲光由、水森由菜、玖麗さやか、鹿島沙希、八神蘭奈、HANAKO、ジーナ、刀羅ナツコ、スターライト・キッド、琉悪夏 （2回戦シード選手）葉月、AZM、桜井まい、MIRAI、月山和香、鈴季すず、星来芽依（計24名） | 1回戦:3月9日・横浜武道館 2回戦:3月10日・後楽園ホール 3月16日・アクリエひめじ 準々決勝:3月17日・滋賀県立文化産業交流会館 準決勝&決勝:3月20日・名古屋国際会議場イベントホール       |
| 2025 | 玖麗さやか       | 吏南               | 羽南、琉悪夏、天咲光由、レディ・C、妃南、さくらあや、八神蘭奈、HANAKO、梨杏、姫ゆりあ、鉄アキラ、稲葉ともか（JTO）、稲葉あずさ（JTO）、タバタ（CMLL）（16名） | 1回戦:3月8日・横浜武道館 準々決勝:3月9日・刈谷市産業振興センター 準決勝&決勝:3月15日・大田区総合体育館                                                                            |